# Bionika a textiliparban

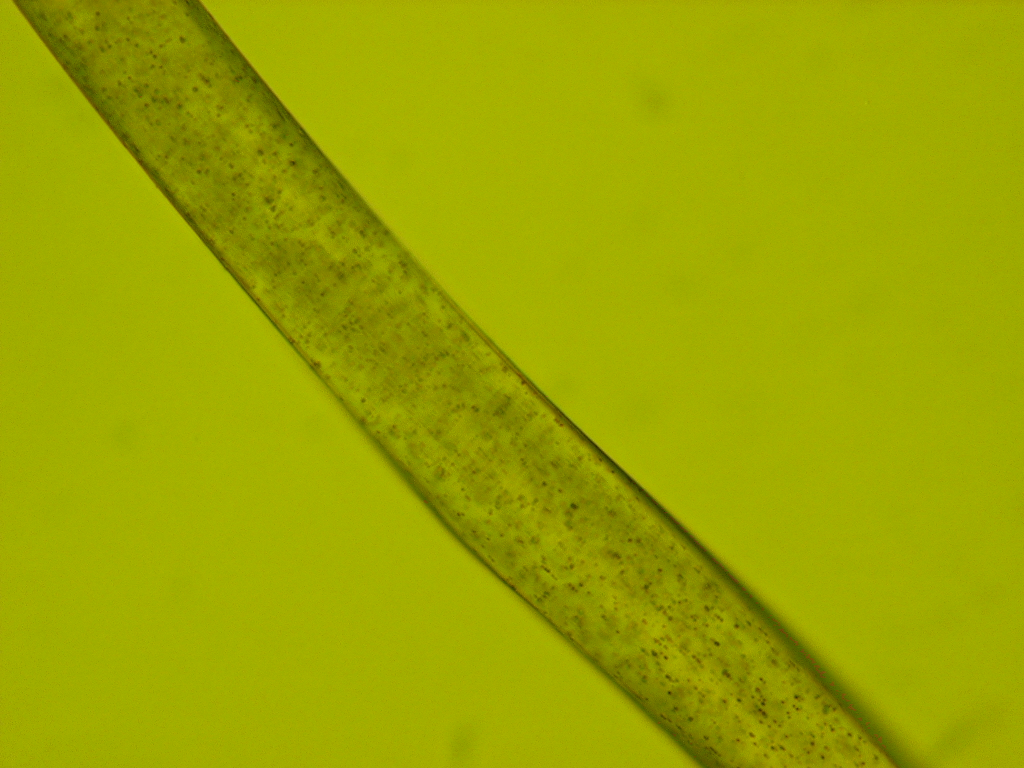
Poliészterszál mikroszkópi képe

A bionika a textiliparban kifejezés az élő természetben kifejlődött megoldásoknak a textil- és ruhaipar műszaki gyakorlatába való átültetését foglalja magába.  A bionika új, több szaktudományt átfogó tudományág, amely abból a megfontolásból indul ki, hogy a természetben fennálló természetes kiválasztódás az optimális megoldásokat jelenti egy-egy problémára.
A bionika mint tudomány a 20. század második felében jelent meg, de a természetben található megoldások alapján már korábban is kifejlődtek olyan eljárások és készültek olyan termékek, amelyek a textil- és ruhaipar számára fontosak voltak és ma is használatban vannak. A mesterséges szálasanyagok gyártásában alkalmazott szálképzést Hilaire de Chardonnet 1880-ban a selyemhernyó szálképzési módszere alapján fejlesztette ki. A selyemhernyó a szájnyílása alatti két nyíláson bocsátja ki a selyemszálat, ami a levegővel érintkezve megszilárdul, így valójában két összeragasztott, úgynevezett fibroin szálból áll. A ragasztóanyag a szericin, ezt a selyemfonal készítésénél kioldják, így két független szál marad vissza. Chardonnet, az első, textilipari feldolgozásra alkalmas mesterséges szálas anyag, a nitrát műselyem feltalálója ennek mintájára szerkesztette meg és szabadalmaztatta 1885-ben a szálképző fejet.
A mesterséges szálas anyagokat ma is ilyen elven működő szálképző fejjel állítják elő. Apró lyukakon préselik ki azt a viszkózus folyadékot, ami a szál anyagát alkotja, és amit azután – az anyag tulajdonságaitól függően – kémiai (kicsapás) vagy fizikai eljárással (hideg illetve meleg levegő ráfúvásával) szilárdítanak meg.

## Mesterséges szálasanyagok szálképzése
A mesterséges szálasanyagok gyártásában alkalmazott szálképzést Hilaire de Chardonnet 1880-ban a selyemhernyó szálképzési módszere alapján fejlesztette ki. A selyemhernyó a szájnyílása alatti két nyíláson bocsátja ki a selyemszálat, ami a levegővel érintkezve megszilárdul, így valójában két összeragasztott, ún. fibroin szálból áll. A ragasztóanyag az ún. szericin, ezt a selyemfonal készítésénél kioldják, így két független szál marad vissza. Chardonnet, az első, textilipari feldolgozásra alkalmas mesterséges szálasanyag, a nitrát műselyem feltalálója ennek mintájára szerkesztette meg és szabadalmaztatta 1885-ben a szálképző fejet. A mesterséges szálasanyagokat ma is ilyen elven működő szálképző fejjel állítják elő. Apró lyukakon préselik ki azt a viszkózus folyadékot, ami a szál anyagát alkotja, és amit azután – az anyag tulajdonságaitól függően – kémiai (kicsapás) vagy fizikai (hideg ill. meleg levegő ráfúvásával) eljárással szilárdítanak meg.

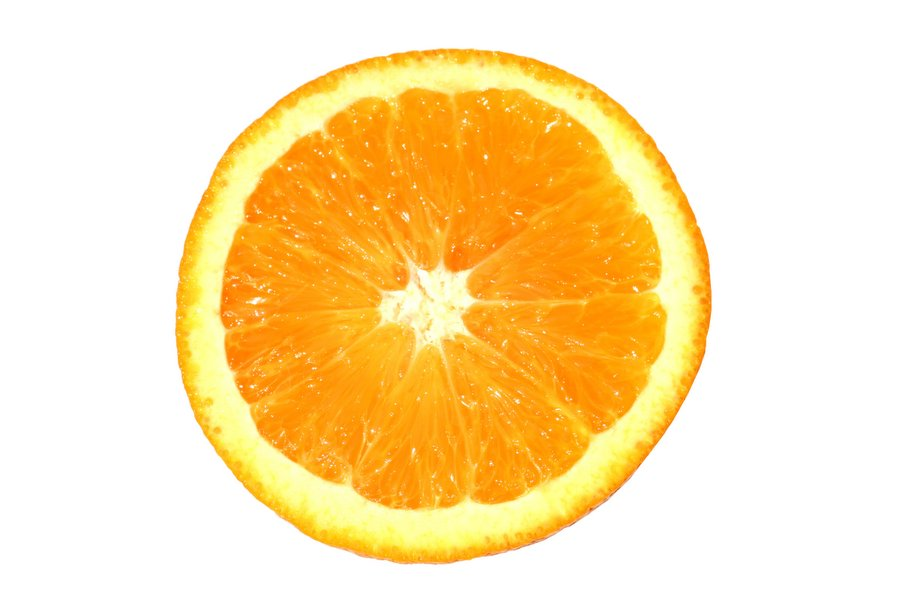
Felvágott narancs keresztmetszete

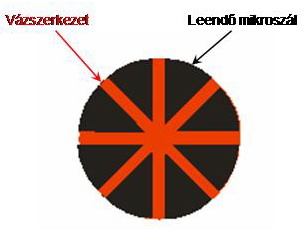
Mikroszálak előállításának elve bikomponens szálból

A mikroszálak előállításának egyik módszerében is ráismerhetünk a természet nyújtotta példára: a felvágott narancs szerkezetére. A jobb oldali ábrán bemutatott, két komponensű szintetikus szál képzése ezen alapul. A pirossal jelzett (például poliamid anyagú) vázszerkezetet – aminek „eredetije” a narancsban a gerezdeket elválasztja – utólag kioldva a visszamaradó (fekete színű, például poliészter anyagú) szálak (a narancs „húsa”) a mikroszálak nagyságrendjébe kerülve önállóvá válnak, azaz finomságuk 1 dtex körül van (10 000 méter hosszú szál tömege 1 gramm). Keresztmetszetük anyaguktól függően esetleg megváltozik a rajzon látható szabályos körcikkekhez képest; ha poliészterből készülnek, megmaradnak körcikk alakúnak, ha poliamidból készülnek, csillag alakot vesznek fel.

## Műszőrme

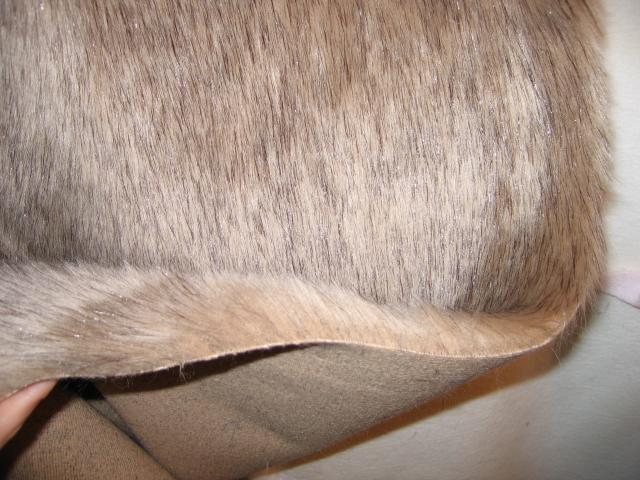
Műszőrme

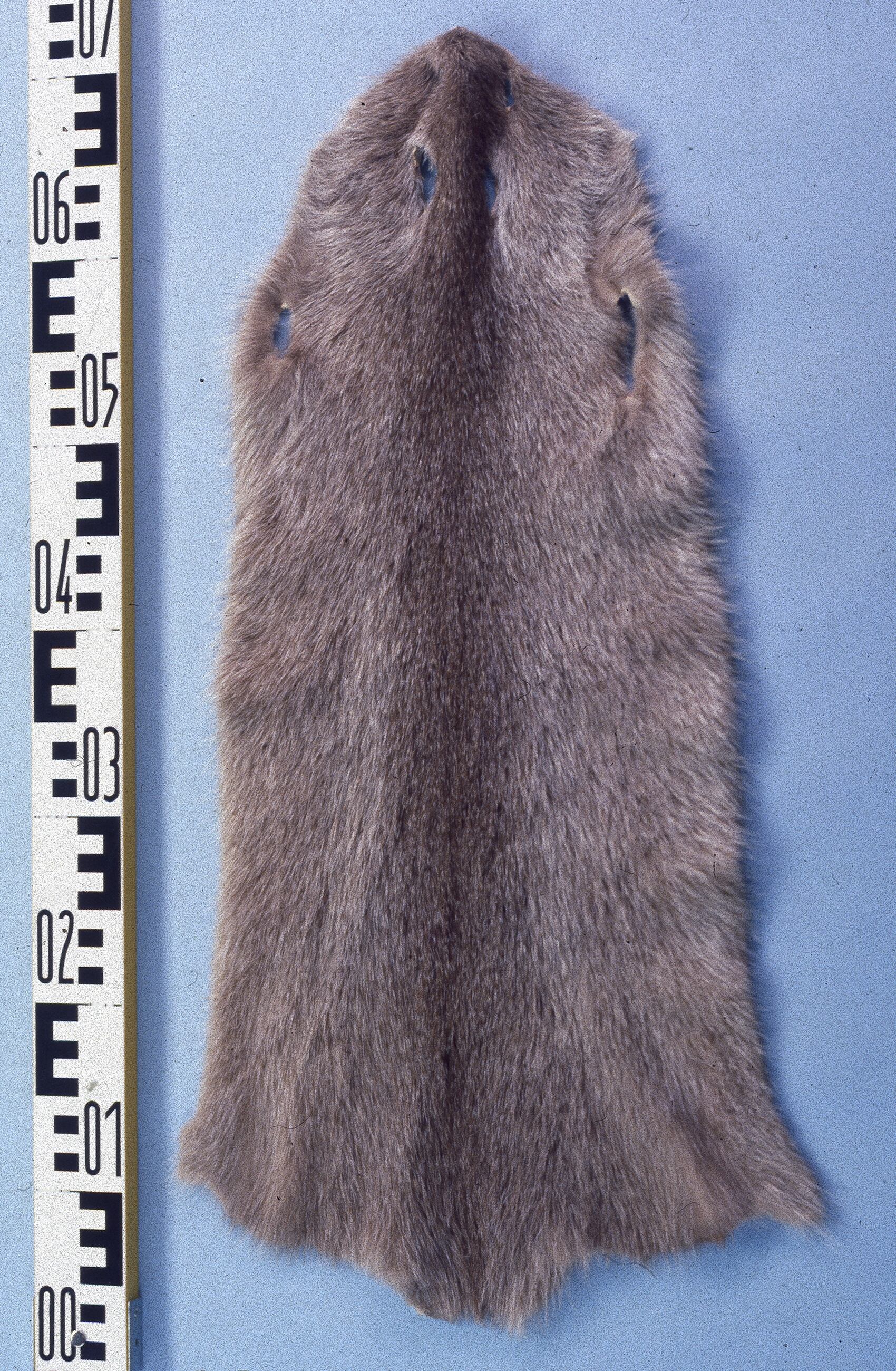
Nutria szőrme

A prémes állatok szőrrel borított bőre már az ősember ruházatában is megjelent, és mind a mai napig használatban van. Olyannyira nagyra értékelték, hogy az igények kielégítésére hatalmas méretekben pusztítottak egyes állatokat, csak azért, hogy prémjükből divatos és drága ruhadarabokat vagy ruhát díszítő kiegészítőket készítsenek. A valódi szőrme magas ára vezetett először arra, hogy megpróbáljanak textilipari eljárással, szálasanyagok felhasználásával hasonló termékeket készíteni. Először 1929-ben mutattak be ilyen terméket, amit akkor alpakából (egy dél-amerikai lámafaj lenyírt szőréből) készítettek, és még nem volt igazán szép, nem aratott nagyobb sikert. Az 1950-es évek közepére fejlődött fel annyira a textilipar, hogy a szintetikus szálasanyagok (elsősorban a poliakrilnitril-szálak) felhasználásával a valódi szőrmét esztétikailag nagyon jól megközelítő minőségű műszőrmét tudjanak előállítani. A 20. század második felében azután nagyon felerősödtek az állatvédő mozgalmak is, amelyek nagy propagandát fejtettek ki a valódi szőrméből készült prémek viselése ellen, és ez nagy lökést adott a műszőrmegyártás fejlődésének. A szövés- és kötéstechnológia mai fejlettségi szintjén, valamint a rendelkezésre álló szintetikusszál-választék birtokában már a legnemesebb prémes állatok bundáját is mind esztétikailag, mind a hosszú és rövid szálak megfelelő arányaiban hűen tudják utánozni, a kevésbé igényes minőségűeket tűzéssel állítják elő.

## Hőszigetelés

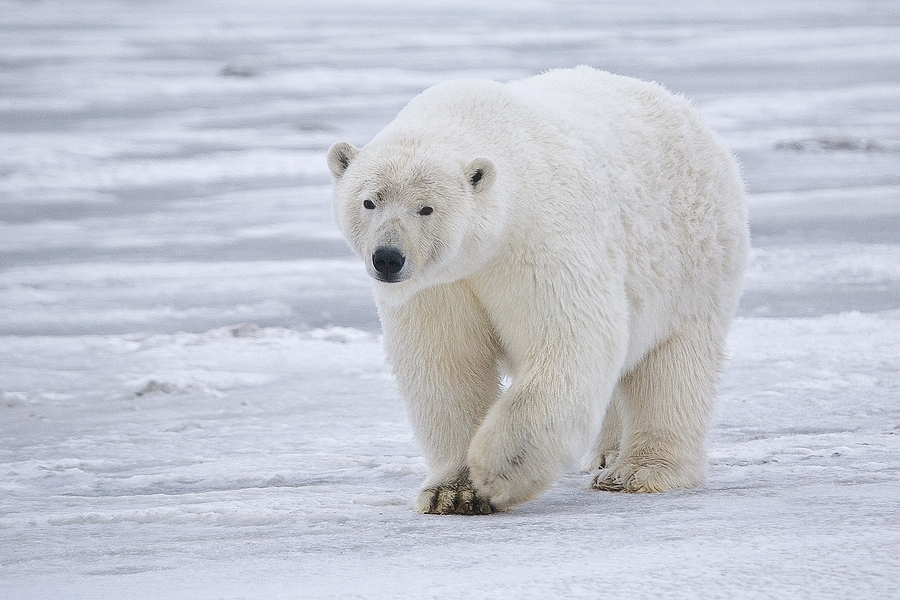
Jegesmedve

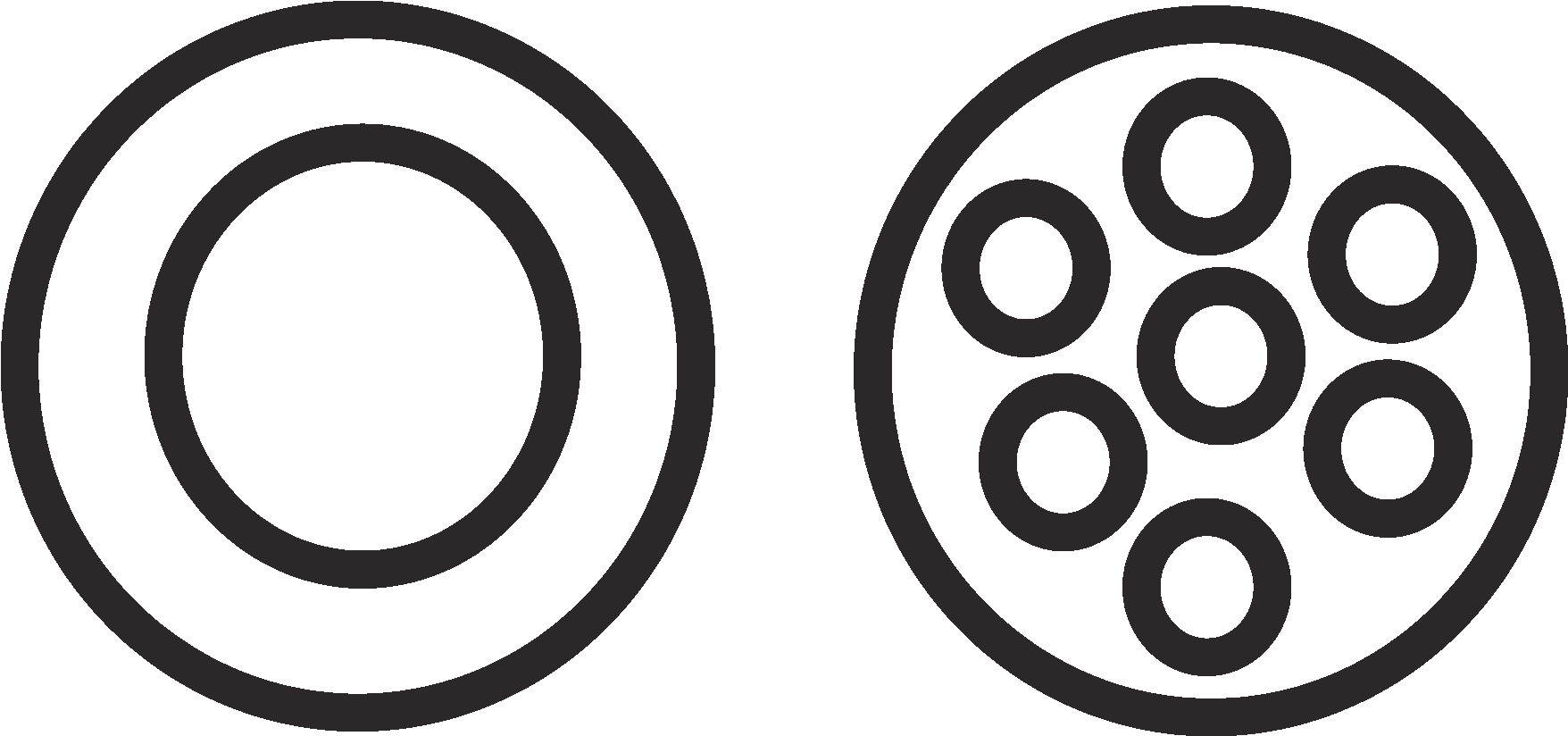
Üreges szálak keresztmetszetei

A jegesmedvék annak köszönhetik, hogy jól bírják a sarkvidék dermesztő hidegét, hogy rajtuk tökéletes hőszigetelő rétegek fejlődtek ki. Legbelül a mintegy 10 cm vastag zsírréteg, e fölött a fekete bőr, majd legkívül a vastag bunda védi meg őket a lehűléstől. A hőkamerás felvételek azt mutatták, hogy a jegesmedve testéről semmilyen hő nem áramlik kifelé, az állat a havas környezettől ebből a szempontból egyáltalán nem üt el, „láthatatlan” marad. Ezt az összetett szerkezetet igyekeztek textiltechnológiai eszközökkel utánozni.
A jegesmedvék bundája sárgásfehér, áttetsző, üreges szőrszálakból áll. A szálak üregeiben megszorult levegő is hozzájárul a bunda hőszigetelő képességéhez. A kutatási eredmények szerint azonban a szőrzetnek más szerepe is van. A szőrszálak optikai szálakként működve a napsugarakat bevezetik a sötét színű bőrbe, amely elnyeli azokat és hővé alakítja. A bőr és az alatta elhelyezkedő vastag zsírréteg, valamint a sok levegőt tartalmazó bunda és az üreges szálakban megszorult levegő együttesen látja el a hőszigetelés feladatát, emiatt nem figyelhető meg kívülről semmilyen hősugárzás.

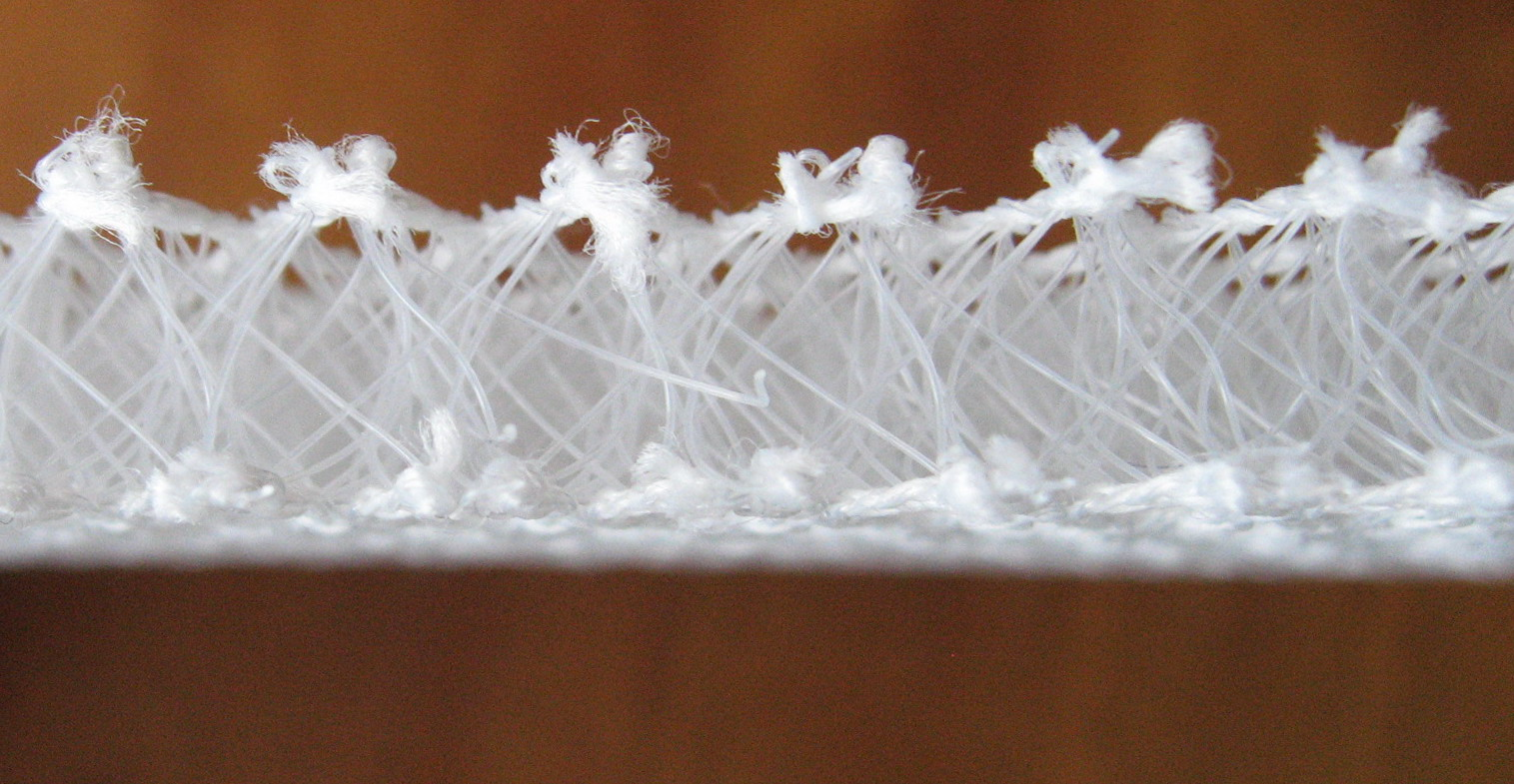
Üreges kelme keresztmetszete

Ennek mintájára állítottak elő hasonló szerkezetet. Kezdetben egyszerűen műszőrme jellegű kelmével kísérleteztek üreges mesterséges szálakkal (ezek csőszerűek, teljes hosszuk mentén egy vagy több csatorna húzódik), azonban ez nem bizonyult elegendőnek, majd ugyanezt fényvezető szálakkal, de még ez sem hozott teljes sikert. Az üreges kelme megjelenése újabb lehetőséget nyitott meg: ennek szerkezete és nagy levegőtartalma helyettesíti a szőrzetet. Felületét vékony, áttetsző réteggel vonták be, amely védelmet nyújt a kelmét felépítő szintetikus szálasanyagot egyébként esetleg károsító ibolyántúli sugarak ellen, továbbá – a lótuszlevél mintájára – öntisztuló is. (Ez a jegesmedvének azt a tevékenységét hivatott utánozni, hogy nyelvével állandóan tisztítja a bundáját.) A kelme hátoldalát fekete réteggel vonták be, amely elnyeli a napsugarakat. Ilyen felépítésű textilszerkezetet napkollektorok gyártására is felhasználnak.
Az üreges szálaknak többféle, a textil- és ruhaiparon kívül eső alkalmazása is van (pl. membránszűrők, optikai szálak, kompozitok stb.), de fontos szerepet töltenek be melegtartó ruházati cikkek, paplantöltetek, hálózsákok hőszigetelő bélésének készítésében is.

## A tépőzár

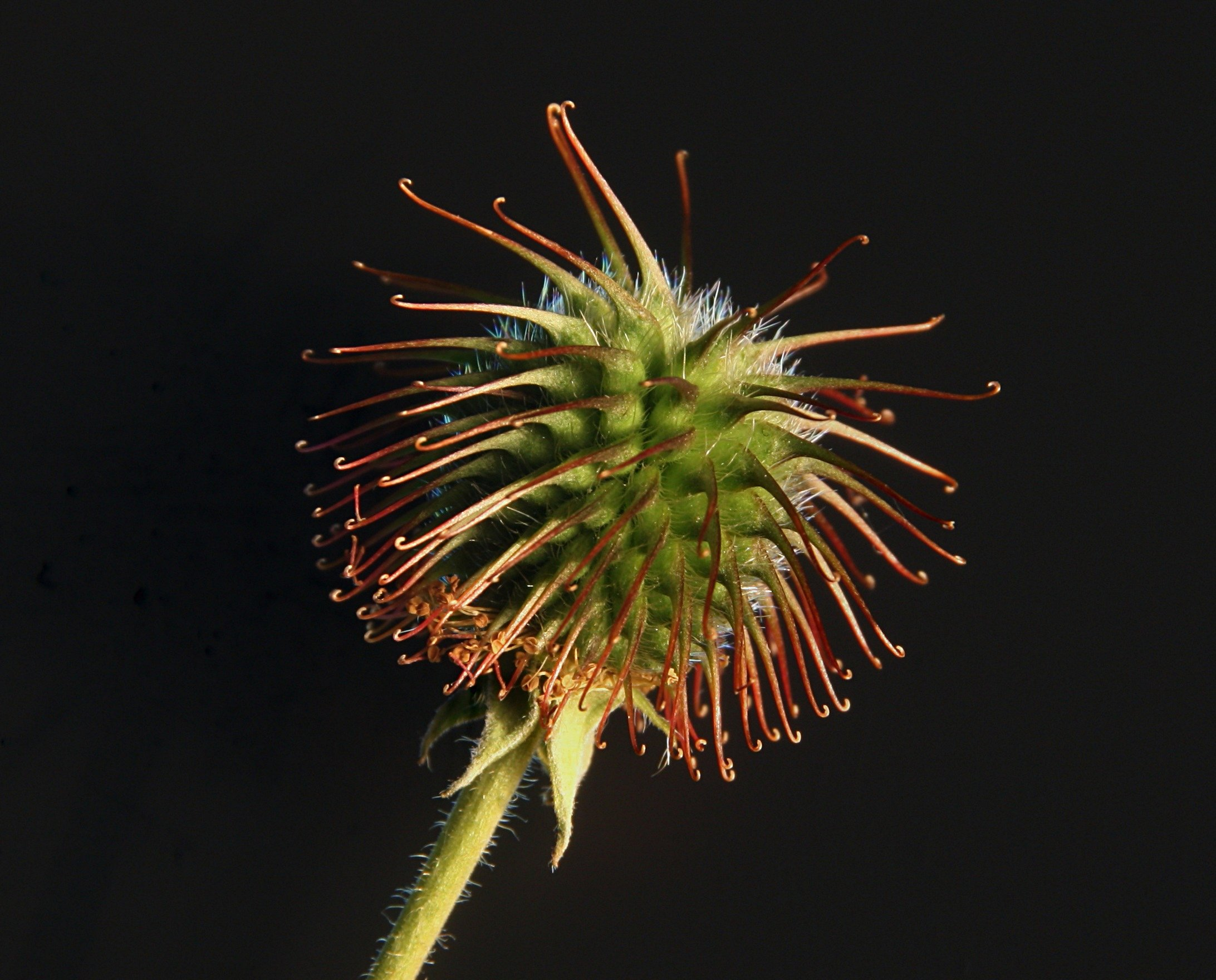
Bogáncs

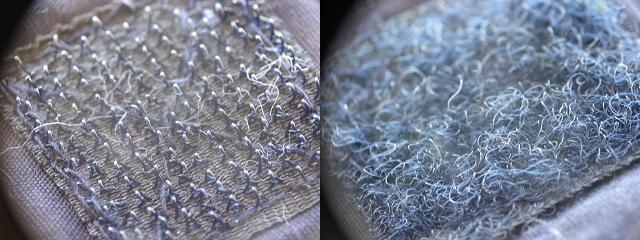
A tépőzár horgas (balra) és bolyhos (jobbra) része

A tépőzár ötletét az adta, hogy feltalálója, Georges de Mestral 1941-ben megfigyelte, hogyan kapaszkodnak a bogáncs tüskéi az állatok bundájába, vagy akár az ember ruházatába. Ezek a tüskék ugyanis apró horogban végződnek, és könnyen behatolnak a szőrszálak közé, de azokat onnan kivenni már csak nagyobb erőfeszítéssel, a szálak elszakításával lehet. Ennek mintájára dolgozta ki egy szövőmester közreműködésével azt a szövetfajtát, amelyben ezeket a felületből kiálló horgokat viszonylag merev szintetikus szálasanyagból ki tudja alakítani, és amelyek azután valamely bolyhos szövet szálaiba bele tudnak kapaszkodni. Az eljárást 1951-ben szabadalmaztatta.

## Úszódressz

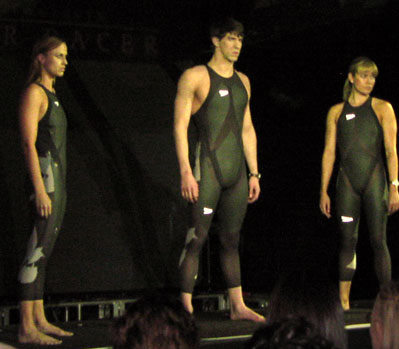
Az újfajta úszódressz bemutatása (középen Michael Phelps)

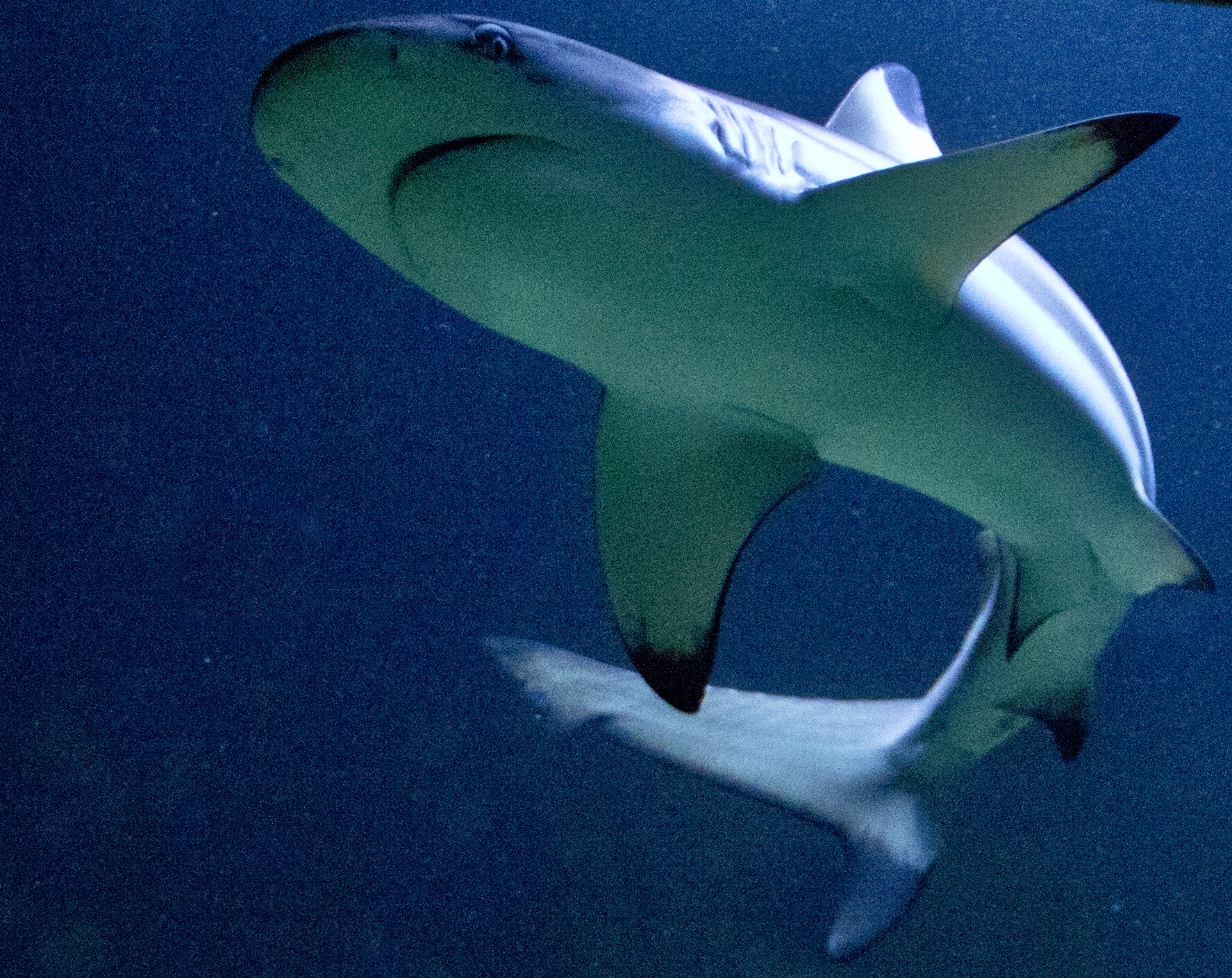
Cápa

Nagy feltűnést keltett, amikor Michael Phelps a 2008. évi olimpián nyolc aranyérmet nyert különböző úszószámokban. Világraszóló teljesítménye nem csupán kiváló testi adottságainak és felkészültségének köszönhető, hanem annak is, hogy olyan úszódresszt viselt, ami jelentős mértékben javította testének áramlástani tulajdonságait. Ennek az úszódressznek az anyagát a Speedo sportszergyár a NASA-val közösen fejlesztette ki. A Fastskin elnevezésű anyag a cápabőr tanulmányozásának eredménye. Megfigyelték ugyanis, hogy a rendkívül gyors úszásra képes cápák bőrét apró, hosszirányban rovátkolt pikkelyek borítják. Ezek mintájára dolgozták ki textilipari eljárással a kelme felületét. Emellett a dressz olyan, rendkívül rugalmas fonalak felhasználásával készül, amelyek tekintélyes szorítóerőt fejtenek ki a testre, és elősegítik annak áramvonalasítását.

## Színezés színezék nélkül

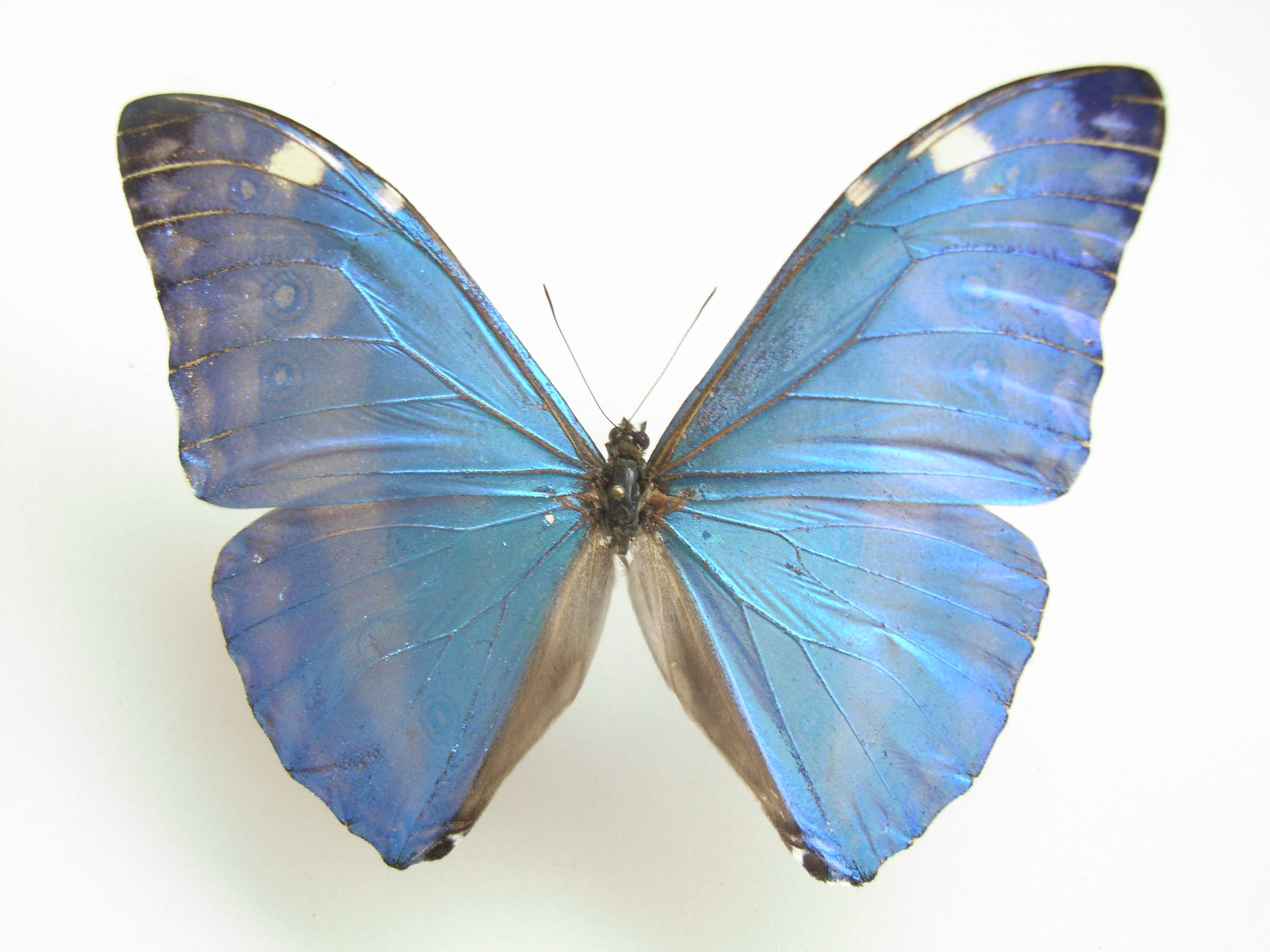
Azúrlepke

Az azúrlepke (Morpho peleides) szárnyai kék színűek, de színjátszók, pedig nem tartalmaznak semmilyen színes pigmentet. Színüket az adja, hogy több proteinrétegből állnak, amelyek más-más módon verik vissza a fényt, és az a szín, amelyet látunk, csak a fények játékából származik. Ezt a jelenséget utánozta a japán Teijin cég, amikor Morphotex néven nanotechnológiai eljárással olyan szálasanyagot állított elő, amely 61, váltakozva poliészter és poliamid anyagú rétegből áll. A szálak, anélkül, hogy színezőanyagot tartalmaznának, piros, zöld, kék és ibolya alapszínű változatban készülnek, és attól függően, hogyan esik rájuk a fény és hogyan verik azt vissza, a szivárvány minden színét képesek megjeleníteni. Az a körülmény, hogy az ebből az anyagból készült textíliát nem kell utólag színezni, igen jelentős költségmegtakarítást jelent, és a környezetet is kíméli. A Morphotex szálak alkotta fonalakból ruházati cikkeket készítenek. (A Teijin por alakjában is forgalmazza ezt az újfajta anyagot, amit festékek helyett az autóipar és a villamosipar is felhasznál.)
Ugyancsak a bionika textilipari alkalmazására példa a Harvard Egyetem és a brit Exeteri Egyetem kutatóinak egy új, 2013 januárjában publikált kutatási eredménye. A kutatók felfigyeltek arra, hogy a Dél-Amerikában honos Margarita nobilis növény termése gyönyörű kék színű. Közelebbről megvizsgálva azt találták, hogy a felszínén levő sejtek görbe mentén elhelyezkedő, nano-méretekben ismétlődő mintázatot adnak. A sejtek több rétegben helyezkednek el és ennek folytán a ráeső fényben interferenciát okoznak, ami színhatásokban nyilvánul meg. Ennek alapján készítettek – egyelőre kísérleti jelleggel – olyan rugalmas szálat, amelyre hasonlóképpen mintázattal ellátott nano-méretű polimerfóliát tekercseltek fel két rétegben. Az eredmény egy színjátszó szál lett, amely nyújtás közben különböző színeket vesz fel. Ezt a tulajdonságát arra lehet felhasználni, hogy a változó terhelés alatt különbözőképpen megnyúlt szál színváltozásaiból a terhelés mértékére következtethetnek. Ez hasznos lehet például sportruházatok készítésére, mert az izmok megfeszülésének mértéke az ilyen szálakat tartalmazó textilanyagban színelváltozásokban láthatóvá válik és ezzel információt ad a trénernek.

## Öntapadó textília

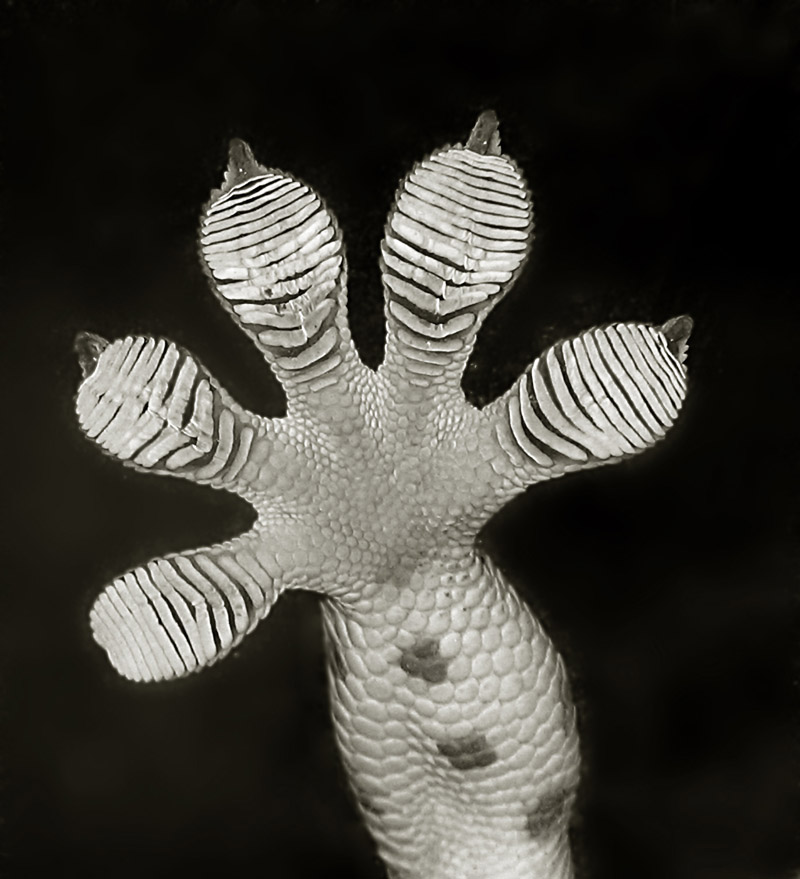
Gekkó talpa

A gekkók a függőleges falakon, sőt a mennyezeten, akár üvegfelületeken is könnyedén közlekednek, amit annak köszönhetnek, hogy talpukat sok millió apró, nano méretű keratinsörte borítja. A sörték és a falfelület érintkezési helyén ún. van der Waals-kötés alakul ki, ami ugyan az egyes sörteszálak esetében nagyon kis erejű, de a szálak rendkívül nagy száma miatt összességében igen nagy. Ez tartja meg a gekkót minden testhelyzetben.
A Manchesteri Egyetemen szilikongumiból és poliészterből ehhez hasonló szerkezetű és tulajdonságú anyagot fejlesztettek ki, amivel igen nagy tapadóerővel rendelkező „ragasztót” hoztak létre, ami azonban – ellentétben a hagyományos ragasztóanyagokkal – bármikor sérülésmentesen megbontható és megint teljes értékű tapadást létrehozva újra használható.
Bár ennek az anyagnak a kifejlesztését – mint oly sok más műszaki fejlesztés esetében – elsősorban az űrkutatás ösztönözte (az űrhajók külső felületén ugyanis a hagyományos ragasztási technikák és a vákuumos tapadókorongok nem használhatók), a termék – több más szakterület mellett – falfelületre, üvegre tapasztható, nemszőtt kelme alapú faldíszek formájában ma már a textiliparban is alkalmazásra talált.

## Öntisztuló textília

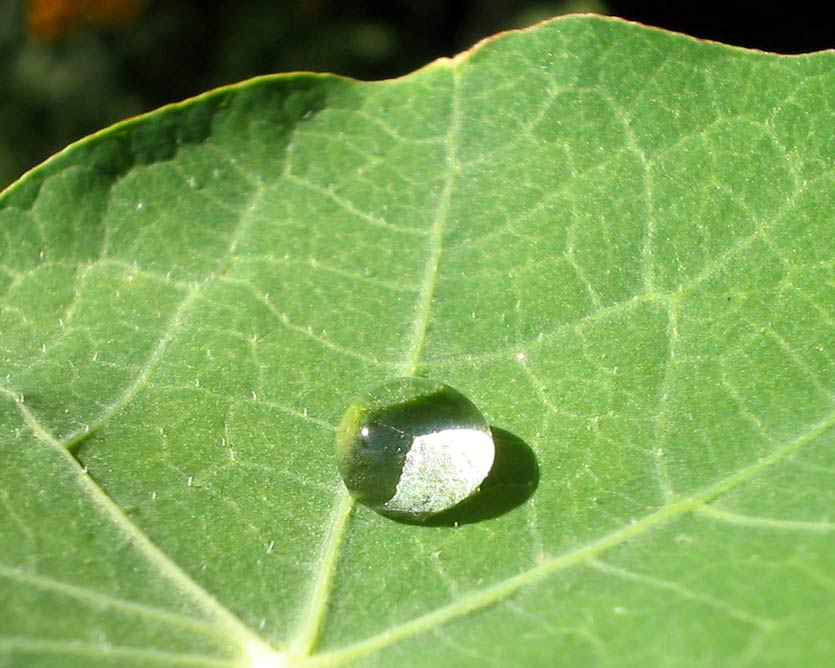
A lótuszlevélen a víz nem terül szét

A lótusz-hatás számítógépes szimulációja

Megfigyelték, hogy a lótusz növény leveleiről a víz lepereg és magával sodorja a rárakódott szennyeződéseket, így a levél mindig száraz és tiszta (lásd: lótusz-effektus). Ez olyan tulajdonság, amelyet számos területen (egyes ruházati cikkeknél, lakástextíliáknál, ponyváknál stb.) a textíliáknál is hasznosítani lehet. Kidolgoztak tehát olyan textilkikészítési eljárást, amely a kelméket ezen az elven teszi vízlepergetővé és egyben öntisztulóvá.
A lótuszlevél „titka” az, hogy felülete nem sima, hanem mikroszkopikus méretű kiemelkedések borítják. Ezek megakadályozzák, hogy a vízcseppek megtapadjanak a levél felületén, ehelyett apró vízgömböcskék keletkeznek, amelyek legurulnak a náluk sokkal kisebb méretű kiemelkedéseken és magukkal viszik az ezek közé került porszemeket és más szennyeződéseket. Ennek mintájára dolgozták ki azt a nanotechnológiai eljárást, amellyel 100 nm-nél kisebb részecskéket tartalmazó kenéssel borítják be a kelmefelületet úgy, hogy ezek a részecskék kiállnak a kenőanyagból és hasonlóképpen működnek, mint a lótuszlevél apró kiemelkedései.

## A ruházat belsőklíma-szabályozása a fenyőtoboz mintájára

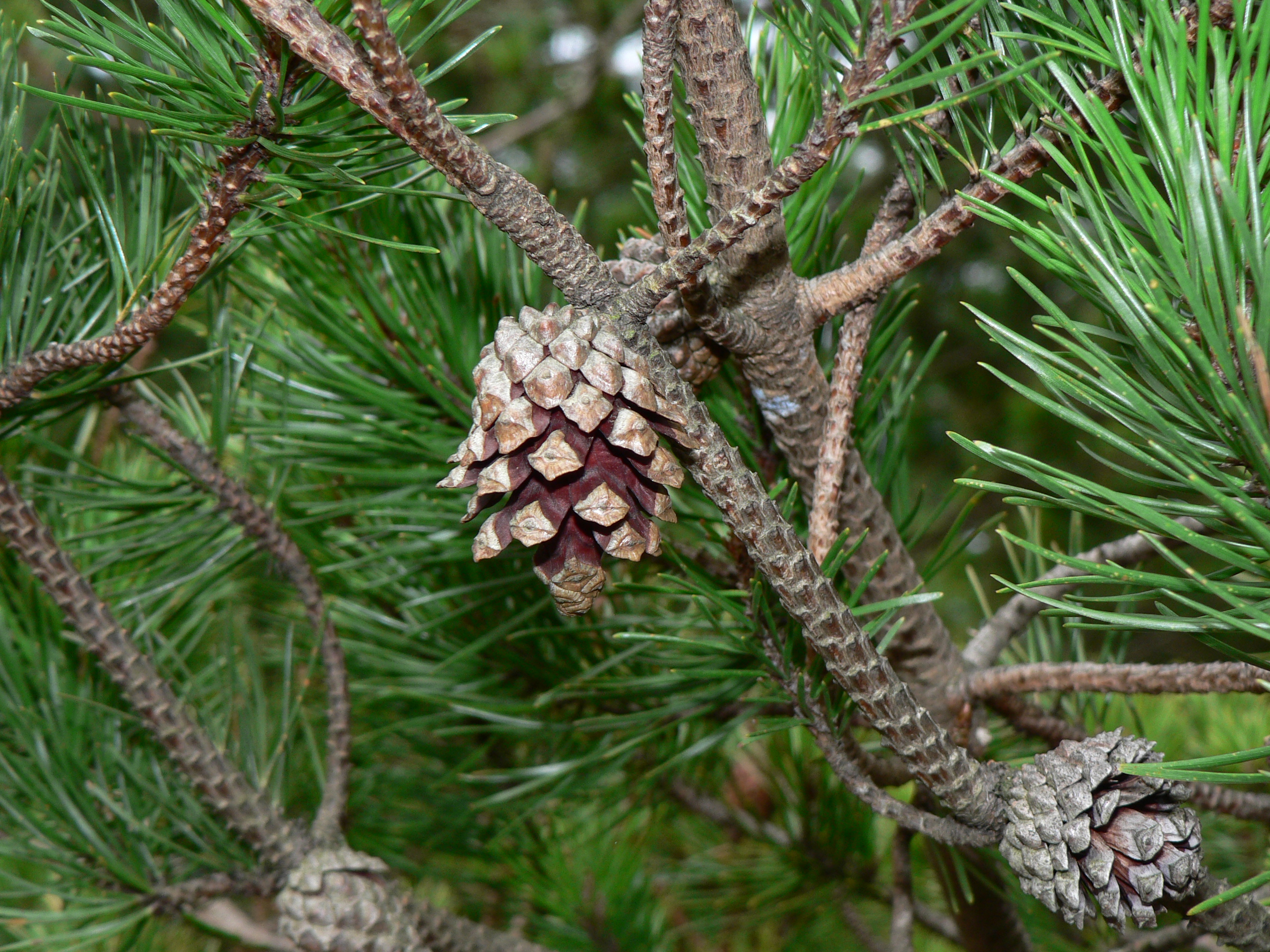
Fenyőtoboz nyitott pikkelyekkel

A fenyőtoboz érdekes tulajdonsága, hogy az időjárás változásainak megfelelően pikkelyei hol kinyílnak, hol összezárulnak. Ezzel biztosítja a növény a pikkelyekben rejlő magok legmegfelelőbb klímáját: hűvös időben, esőben bezárulnak, száraz, meleg időben kinyílnak. Ezt a jelenséget utánozza a svájci Schoeller Textiles cég által kifejlesztett ún. c_change membrán, amelynek molekulaszerkezete a hőmérséklet emelkedésekor vagy nedvesség (izzadság) hatására kitágul és helyet ad a felmelegedett, nedves levegő kiáramlásának, lehűléskor pedig, amikor a nedvesség elpárolgott, ismét összezárul.
Némileg hasonlít ehhez az ún. Sympatex membrán működése is. Ez egy poliészter-éter hártya, amelyben a poliészter kristályos vázat alkot (ez adja a szilárd vázat), a poliéter molekulák pedig rendezetlenül helyezkednek el és a pára (vízgőz) hatására megnyílnak, áteresztik a vízmolekulákat. Ha nincs vízgőz, újra összezáródnak és a vízcseppeket nem engedik át.
Ruhadarabokban elhelyezve az ilyen membránok tehát hőszabályozást végeznek, amit különösen sportolók és nehéz testi munkát végzők öltözékében hasznosítanak.

## Víznyerés ködből

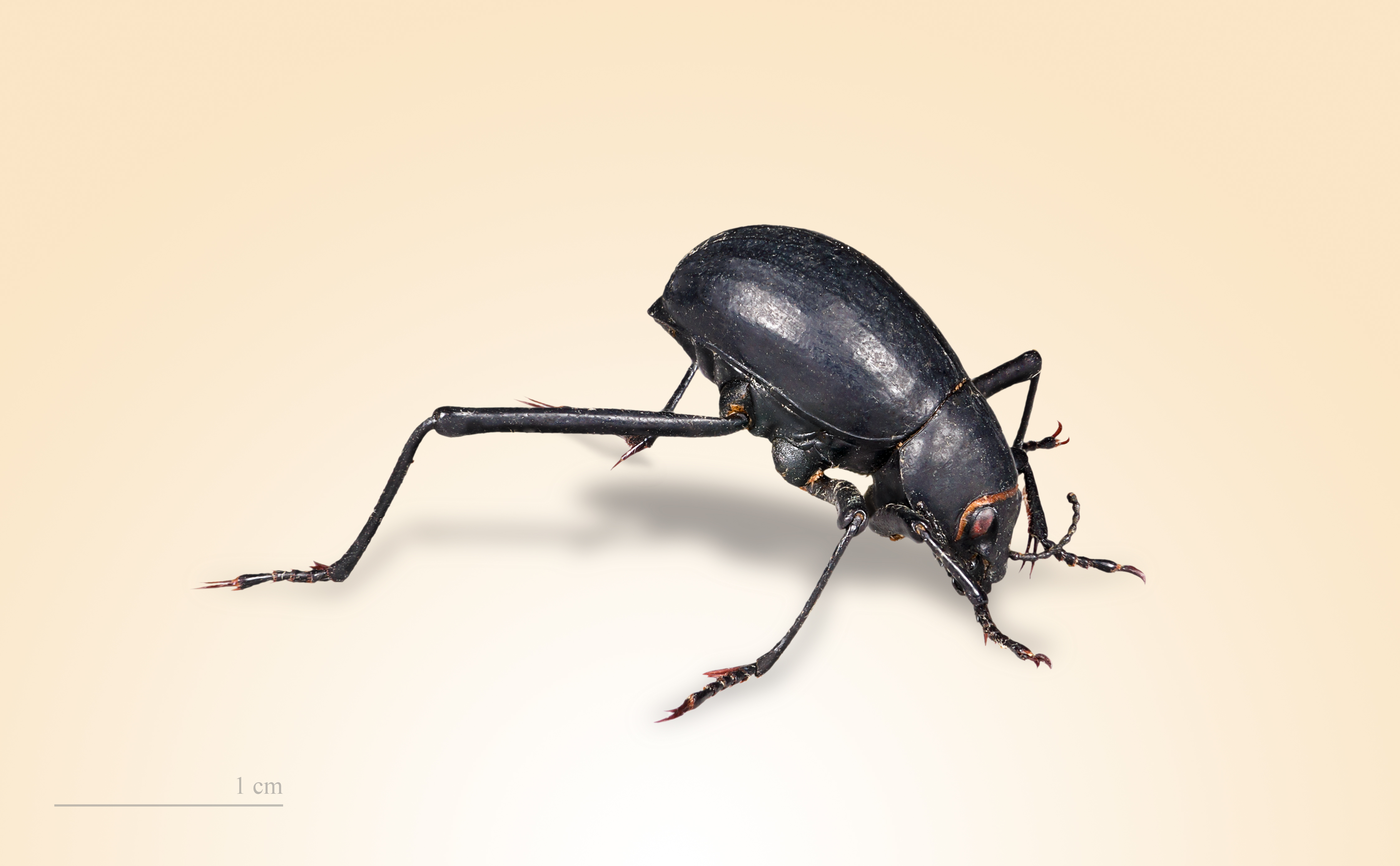
Ködivó bogár (Onymacris unguicularis)

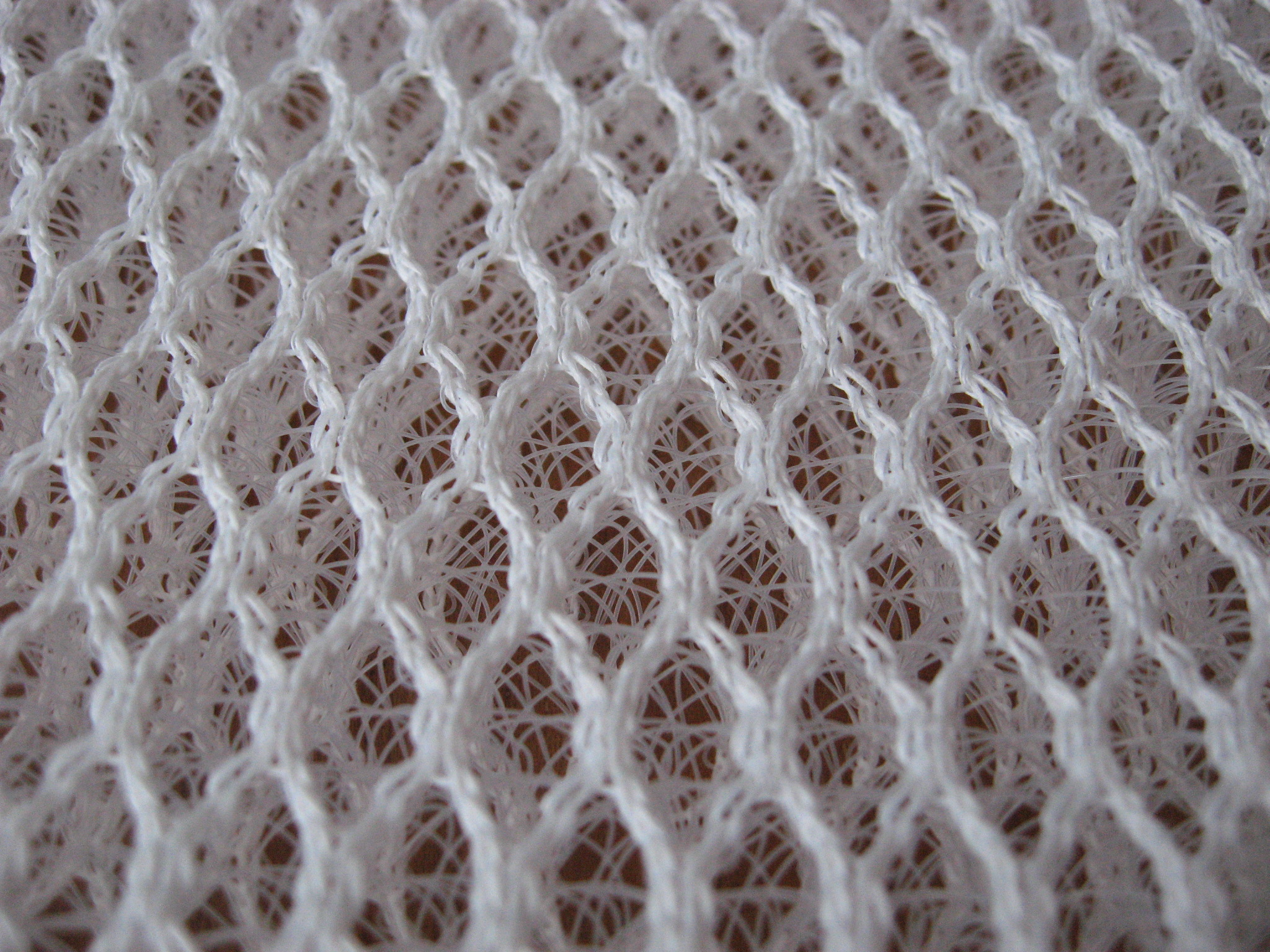
Üreges kelme

A Namib-sivatagban élő ködivó bogár (Onymacris unguicularis) ezen a rendkívül száraz területen (ahol mindössze 2–200 mm eső esik egy évben) csak úgy juthat vízhez, hogy a hátán összegyűjti és szájához vezeti a ködfelhőből kicsapódó vízcseppeket.
A víznyerésnek ez a módja vezette a kutatókat akkor, amikor a vízben szegény, harmadik világbeli országokban a lakosság vízellátását hasonlóképpen a köd páratartalmának felhasználásával igyekeztek enyhíteni. Ilyen kísérletek már 2005-ben is folytak, amikor a FogQuest szervezet Chilében hatalmas hálókat függesztett fel és ezeken gyűjtötte össze a ködből kicsapódó vizet. A módszer ott nem vált be, mert a hálóból csak nagyon kis mennyiségű vizet lehetett levezetni.
A német Institut für Textil- und Verfahrentechnik (ITV) kutatóintézet továbbfejlesztette az eljárást. Üreges kelmét használtak fel a ködből származó vízcseppek felfogására, mert az ezt a kelmeszerkezetet alkotó filamentfonalak sokkal nagyobb összfelületet képeznek, mint a korábbi próbálkozásoknál alkalmazott kelmetípusok. Így nagyobb mennyiségű vízcseppet tudnak felfogni és a gyűjtőedénybe lecsorgatni. Ezzel az eljárással egy éjszaka alatt négyzetméterenként 55 liter víz összegyűjtését érték el, a korábbi kísérletek során elért 5 literrel szemben. A kutatók nagy jövőt jósolnak ennek a módszernek.
Peruban, a Limához közeli Bellavista településen, egy különösen vízhiányos területen 4×8 méteres hálókból álló víznyerő telepet létesítettek. Itt erősen ködös napokon hálónként 568 liter vizet nyertek, többrétegű hálók alkalmazásával ez elérte a 2271 litert is.